# Zaboba
Zaboba is een geslacht van vlinders uit de familie snuitmotten (Pyralidae). De wetenschappelijke naam van het geslacht is voor het eerst geldig gepubliceerd in 1914 door Harrison Gray Dyar.
De typesoort van het geslacht is Zaboba pyraloides Dyar, 1914

## Soorten
- Zaboba mitchelli
- Zaboba pyraloides
- Zaboba unicoloralis